# Clarinetto di bassetto

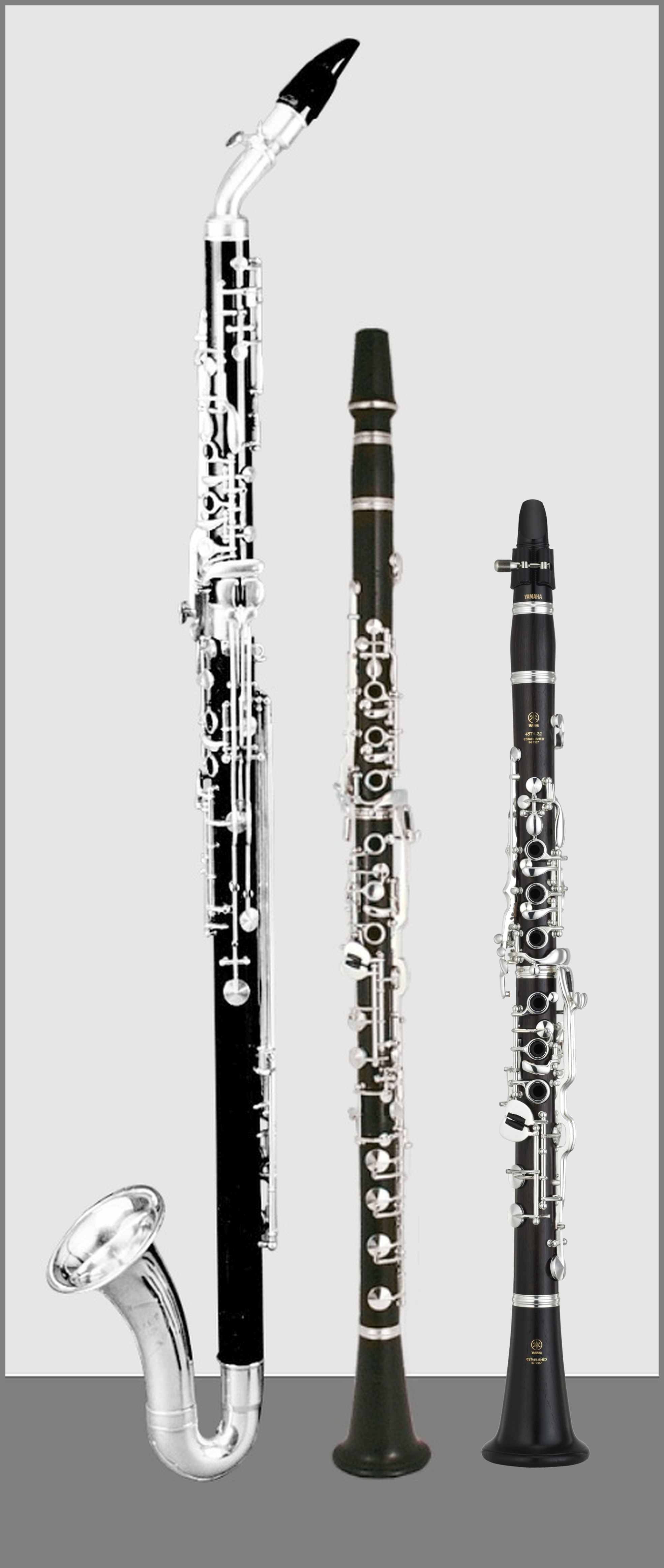
corno di bassetto, clarinetto di bassetto, clarinetto normale

Il clarinetto di bassetto è un clarinetto accordato nelle chiavi di La o Sib (molto raramente anche nelle chiavi di Sol o Do), la cui gamma è di una terza maggiore inferiore a quella del normale clarinetto (clarinetto soprano), scritto in Do 2. Le note più basse di Do, Do diesis, Re e Mib, che non esistono sul clarinetto normale, sono chiamate note di bassetto. Questi toni producono un suono che ricorda quello di un corno di bassetto. L'intera gamma di tonalità è notata dal Do 2 al Re 6, suonando nell'accordatura in La o Sib da La 1 a Si 5 o da Sib 1 fino a Do 6;  comprende quindi quattro ottave più un tono a differenza del clarinetto soprano, con quattro ottave meno un tono.

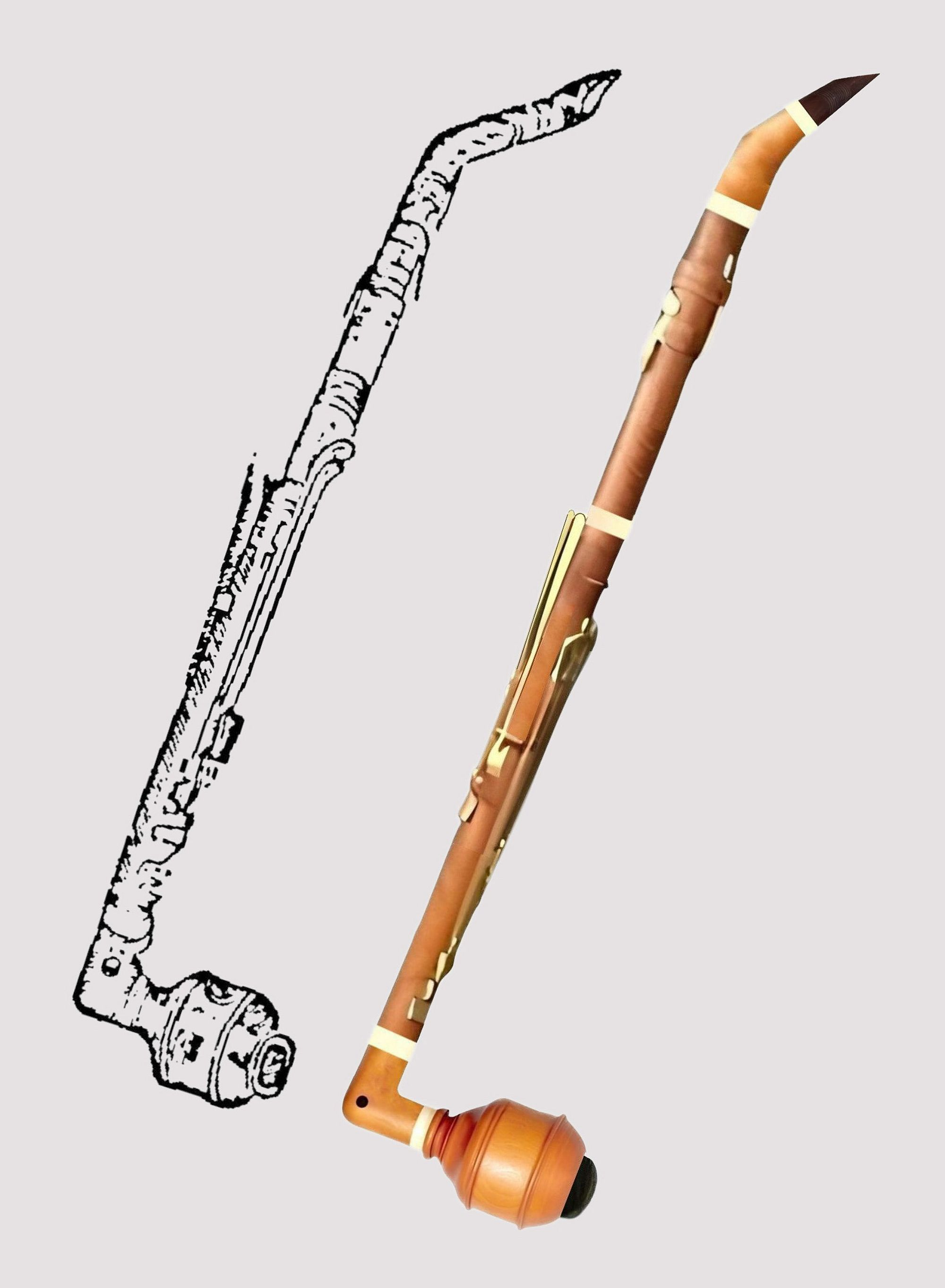
Schizzo del clarinetto di bassetto di Anton Stadler 1794 e una replica

## Storia
Il clarinetto di bassetto, come il corno di bassetto, fu inventato in più modelli a partire dal 1770, con diversi disegni, diverse accordature e con diversi nomi. Intorno al 1788 uno strumento fu sviluppato dal costruttore viennese Theodor Lotz insieme al più famoso clarinettista dell'epoca Anton Stadler, amico intimo di Mozart, e costruito per Stadler con l'accordatura in La. Uno schizzo di questo clarinetto si trova su un annuncio per un concerto di Stadler nel marzo del 1794 a Riga (vedi la foto qui sotto a destra). Per questo strumento Mozart scrisse la prima composizione per clarinetto e quartetto d'archi nel 1789 (il quintetto per clarinetto K 581) che Stadler eseguì per la prima volta il 22 dicembre 1789 a Vienna con il suo nuovo clarinetto basso. Mozart riscrisse per questo strumento (nella tonalità di La maggiore discendente al Do) anche il famoso Concerto in La maggiore per clarinetto e orchestra, K 622, che originariamente era stato concepito in tonalità di Sol maggiore per corno di bassetto.  Anche questa composizione fu eseguita per la prima volta da Stadler, il 16 ottobre 1792 a Praga.
Lo strumento all'epoca veniva chiamato molto erroneamente "Bass Klarinet" ma non corrisponde al Clarinetto Basso moderno che ancora non esisteva. 
Il clarinetto di bassetto non è però riuscito ad affermarsi nella famiglia dei clarinetti. Dopo la morte di Mozart e soprattutto di Stadler (1814) l'interesse e l'utilizzo dello strumento si è di fatto perso, come si può vedere nel video "Il clarinetto perduto di Mozart". Andarono perdute anche le partiture del quintetto e del concerto. Queste composizioni furono distribuite solo in versioni trascritte per il normale clarinetto fino a quando, nella seconda metà del XX secolo, alcuni clarinettisti cercarono di ricostruire le versioni originali per clarinetto di bassetto.
Da allora lo strumento ha ripreso importanza grazie al produttore tedesco di clarinetti Herbert Wurlitzer. Nel 1984 ha realizzato un moderno clarinetto di bassetto per la famosa clarinettista Sabine Meyer, che da allora ha eseguito il concerto per clarinetto di Mozart e occasionalmente il suo quintetto di clarinetti nelle versioni ricostruite, seguita da altri clarinettisti solisti di fama mondiale, come David Shifrin, Antony Pay, Kari Kriikku, Alessandro Carbonare, Martin Fröst, Sharon Kam, Colin Lawson, Shirley Brill e Annelien Van Wauwe. Il clarinettista americano Charles Neidich, l'italiano Luca Lucchetta, l'olandese Vlad Weverbergh e lo svedese Stefan Harg, tutti coinvolti nella pratica della performance storica, suonano Mozart su repliche del clarinetto di bassetto di Stadler. Anche nelle esecuzioni dell'opera di Mozart La clemenza di Tito nell'aria "Parto, ma tu ben mio" (n. 9), il clarinetto di bassetto in Si bemolle viene sempre più utilizzato in sostituzione del normale clarinetto; ciò avviene anche nelle esecuzioni concertistiche di quest'aria, così come nelle esecuzioni dell'opera avvenute nel 2017 a Salisburgo e nel 2018 ad Amsterdam grazie al clarinettista Florian Schüle. Lo strumento è raramente utilizzato nella musica jazz e klezmer. Il clarinettista jazz tedesco Theo Jörgensmann suona un clarinetto di bassetto in Sib.

## Costruzione
Un moderno clarinetto di bassetto è identico al clarinetto soprano accordato in modo corrispondente, con l'eccezione che il corpo inferiore è di circa 18 cm più lunga per poter produrre le note più basse. Un clarinettista che vuole avere entrambi, un clarinetto normale e un clarinetto di bassetto in la, ha bisogno di comprare solo un clarinetto con i due corpi inferiori, uno normale e quello più lungo del bassetto. Ci può anche essere una piccola differenza nella campana: nel clarinetto normale è diretta verso il basso mentre per il clarinetto di bassetto si può avere anche una campana rivolta leggermente verso l'alto e in avanti tramite un adattatore angolato.

Diteggiature dei toni di bassetto Sistema tedesco e francese in immagini
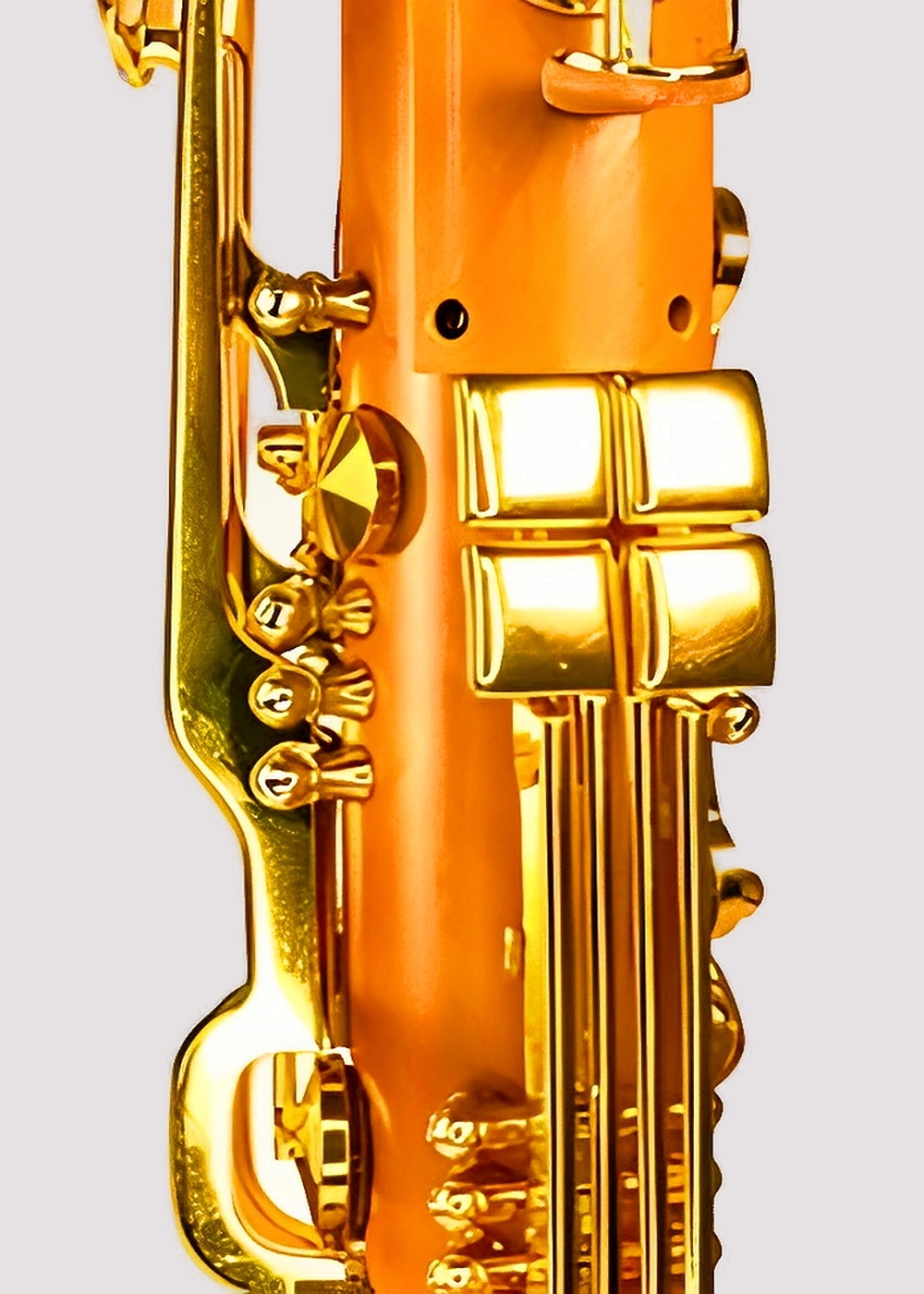
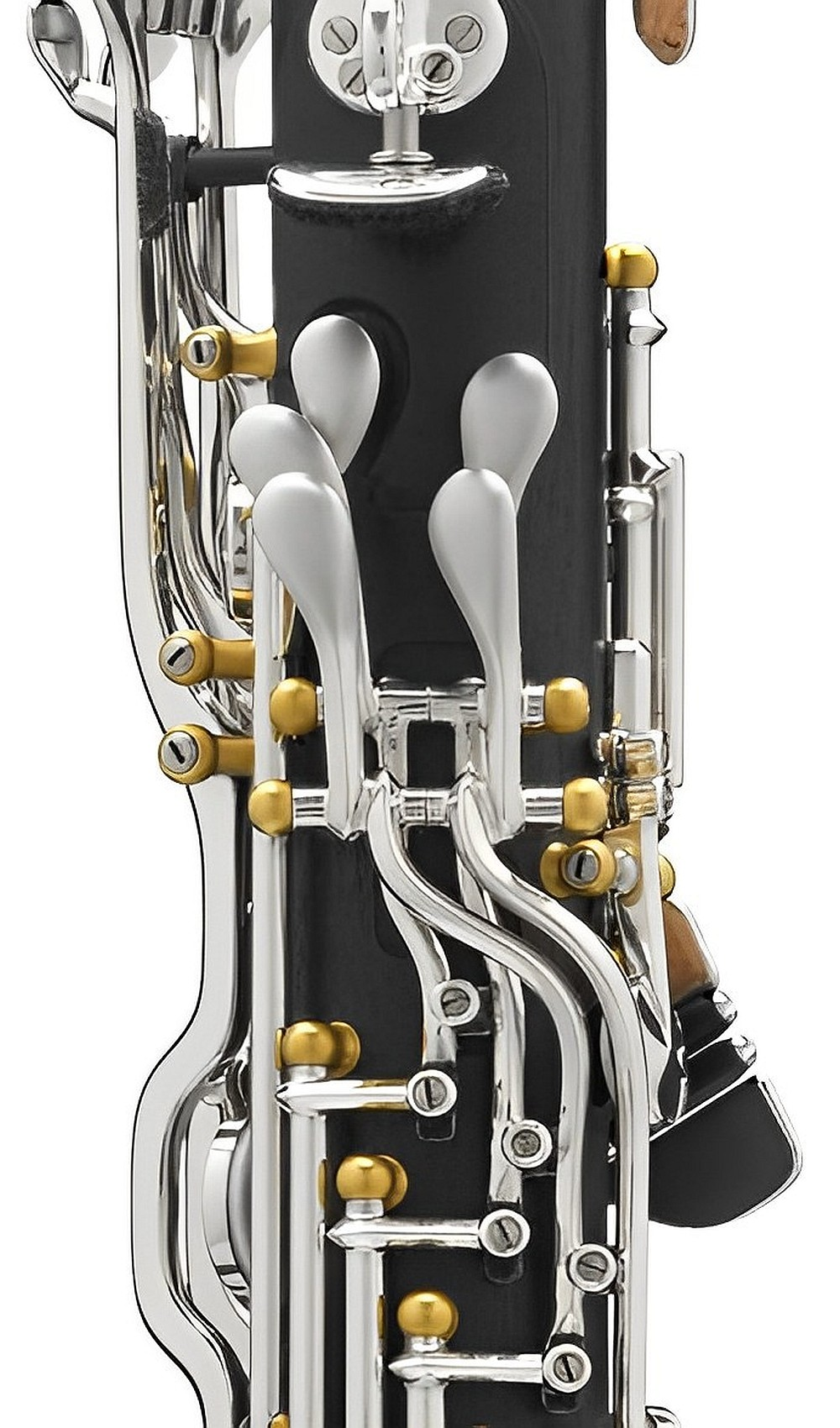
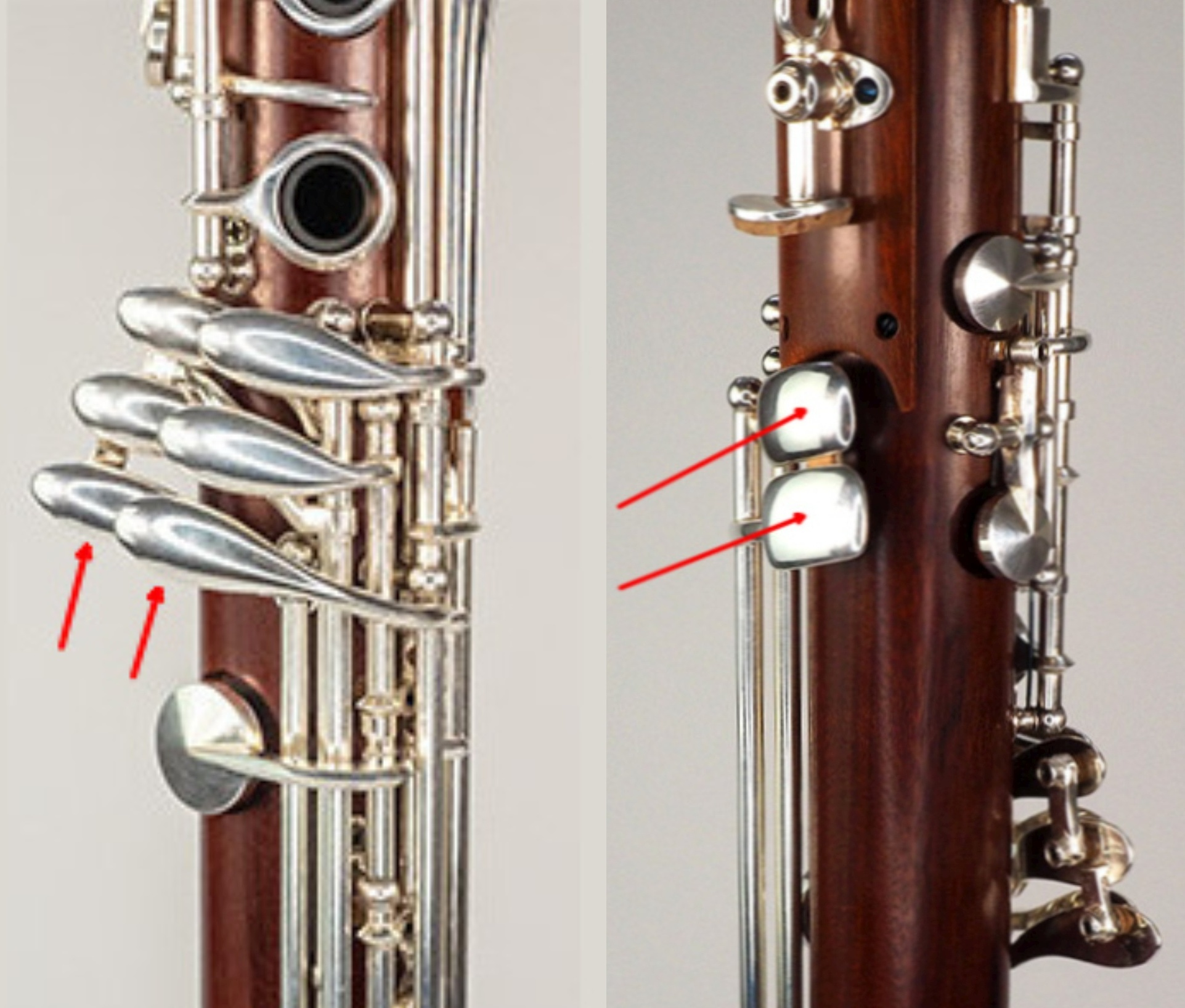
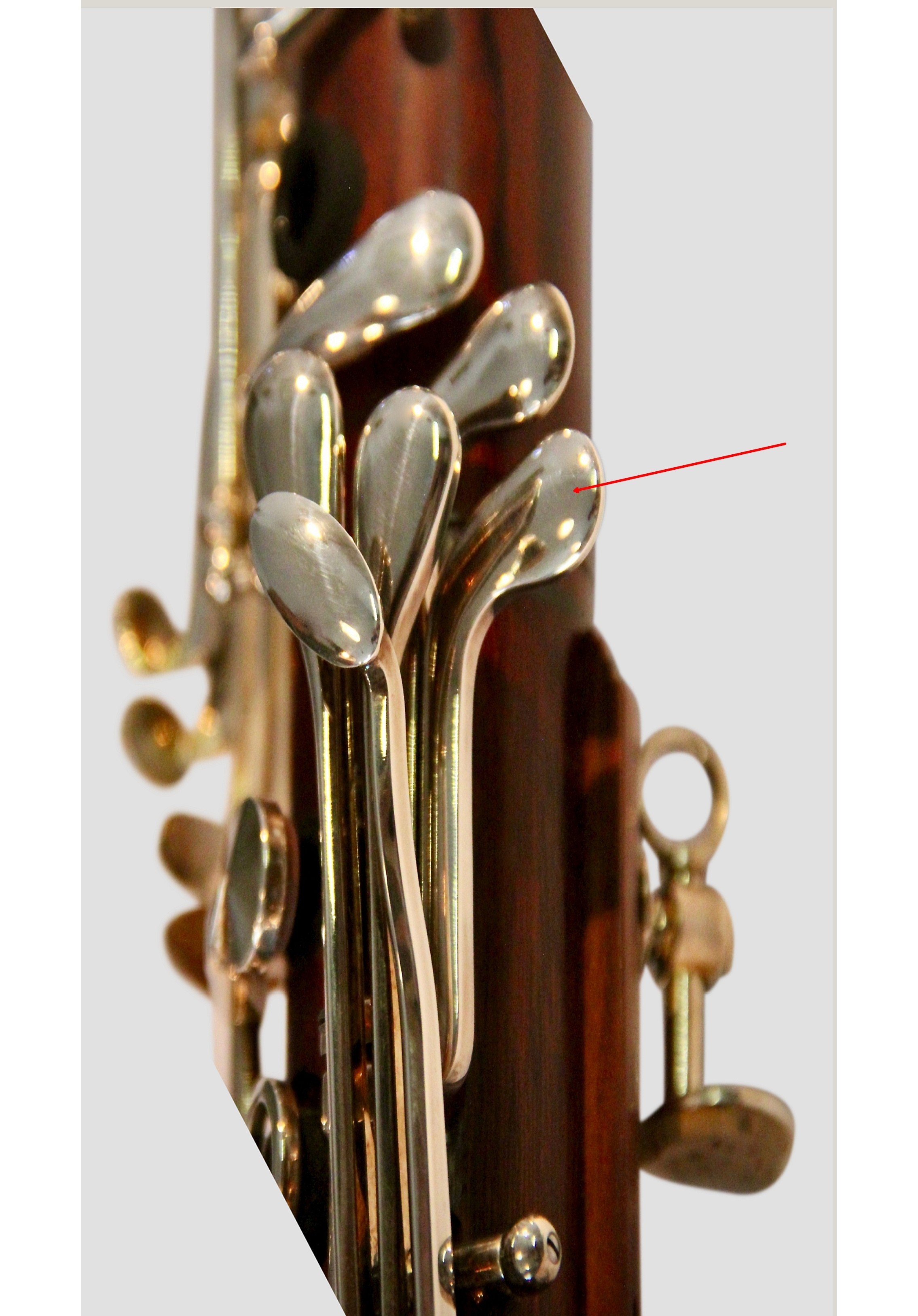

## Creatori
Alcuni produttori di clarinetti ora producono clarinetti di bassetto, o articolazioni inferiori estese che convertiranno un clarinetto standard in un clarinetto di bassetto. Tra i costruttori di clarinetti di bassetto che usano il sistema francese (Boehm) ci sono Buffet Crampon, Backun Musical Services, Henri Selmer e F. Arthur Uebel (Germania).
Alcuni produttori di sistemi sia francesi che tedeschi (Oehler): Herbert Wurlitzer, Schwenk & Seggelke  e Leitner & Kraus. Il produttore tedesco Harald Hüyng e il produttore austriaco Gerold-Klarinetten producono clarinetti di bassetto solo con sistema tedesco.
.

## Composizioni
Da Mozart ad oggi non ci sono più di 60 composizioni per questo strumento. Le più significative sono le composizioni già citate:
- W. A.Mozart: Quintetto per clarinetto di bassetto, 2 violini, viola e violoncello in La maggiore, K 581
- W. A. Mozart: Concerto per clarinetto di bassetto e orchestra in La maggiore, K 622
- W. A. Mozart: Opera La Clemenzia di Tito, No. 9, aria di Sesto “Parto, parto, ma tu ben mio”, per mezzo-soprano, clarinetto di bassetto obbligato in Sib and orchestra.

La maggior parte delle altre composizioni sono state create dopo il 1950 e si riferiscono a:
- Concerti con clarinetto di bassetto solista: tra gli altri di Joan Tower (* 1938 USA)[11], Manfred Trojahn (* 1949 Germania), Helmut Eisel (* 1955 Germania),
- Pezzi per clarinetto di bassetto solo: tra gli altri di Michiko Kawagoe (Giappone), Aribert Reimann (* 1936 Germania), Ondreij Sarek (Repubblica Ceca), Christopher M. Wicks (* 1975, USA),
- Duetti con clarinetto di bassetto: tra gli altri di Harrison Birtwistle. (* 1934 Inghilterra), Istvan Bozicevik (Croazia), Erica Fox (* 1936 Austria/GB), Patrick Nunn (* 1969 GB), Meinrad Schmitt (* 1935, Germania), William Sweeney. (* 1950 GB)
- Trii con clarinetto di bassetto: tra gli altri di François Devienne. (1759-1803 Francia), Helmut Eisel,
- Quintetti con clarinetto di bassetto: tra gli altri di Harrison Birtwistle, Antonín Dvorák (1841-1904 Austria/Ungheria)
- Grandi ensemble di musica da camera con clarinetto di bassetto: tra gli altri di Klaus Huber (1924-2017, Berna)
- Musica d'orchestra e opere liriche con clarinetto di bassetto: tra gli altri di Thomas Adés (* 1971 GB), W. A. Mozart (1756-1791), l'opera "Così fan tutte" aria di Ferrando (n. 24) "Ah! Io veggio" e Ferdinando Paër (1771-1839), opera "Sargino" (1803), aria "Una voca al cor mi parla".